# Pierre Mérot
Pour les articles homonymes, voir Mérot.
Pierre Mérot, né le 16 décembre 1959 à Paris, est un écrivain  et enseignant français. Il est le frère de l'historien de l'art Alain Mérot.

## Biographie
Pierre Mérot est diplômé de l'Institut d'études politiques de Paris (promotion 1981). Il commence par exercer divers métiers dans le journalisme et l'édition, notamment aux Éditions de la Différence où il fait la rencontre de Michel Houellebecq, dont il sera proche dans les années 1990. En 1997, il devient enseignant.
Il est l'auteur de plusieurs fictions assez dissemblables. Ainsi, Mammifères, récit qui l'a révélé au grand public et a reçu le prix de Flore 2003, raconte les tribulations souvent comiques d'un quadragénaire, « l'oncle », dans les grands domaines de la vie sociale : l'amour, le travail, la famille . Auparavant, dans un registre très différent, Petit Camp décrit en cent quatre-vingt-dix fragments numérotés une sorte de communauté utopique et cauchemardesque : ce texte inclassable est, selon Dominique Noguez qui en a écrit la préface, un « ovni littéraire ». Quant à Pars, oublie et sois heureuse, il s'agit de quatre-vingt-seize lettres d'amour romancées et placées sous les auspices des lettres à Fanny Brawne de John Keats, auxquelles le livre fait référence à plusieurs reprises. Mais son roman le plus ambitieux reste vraisemblablement Arkansas, œuvre baroque qui, selon la revue Lire , rappelle Malcolm Lowry ou Mikhaïl Boulgakov.
En avril 2013, éclate ce que certains ont appelé « l'affaire Mérot ». Tout juste nommé à la tête des éditions Stock, Manuel Carcassonne décide de retirer de la rentrée littéraire  Toute la noirceur du monde, roman qui avait enthousiasmé son prédécesseur, Jean-Marc Roberts, décédé en mars . Sa décision a suscité une vive polémique, d'autant que le récit de Pierre Mérot connaissait là son deuxième revers, les éditions Gallimard, qui devaient le publier en janvier 2013, l'ayant déprogrammé. Fait exceptionnel, Le Monde des livres consacre un éditorial à ce texte qui n'est encore qu'un manuscrit . C'est finalement chez Flammarion que Toute la noirceur du monde  paraît le 18 septembre . Après deux ruptures de contrat, celle de Gallimard, puis celle de Stock, Flammarion devient ainsi le troisième éditeur à accueillir ce roman que d'aucuns qualifient de "maudit",. En septembre, il figure dans la première sélection du prix Décembre 2013 . En novembre, il est primé au festival Littératures européennes Cognac . En juin 2014, il reçoit le prix Mottart de l'Académie française .
En février 2025, plus de vingt ans après Mammifères, paraît Mammifères II. On y retrouve « l’oncle », personnage principal des deux romans, devenu sexagénaire. Comme le souligne Pierre Mérot lui-même dans un entretien avec Frédéric Beigbeder pour Conversations chez Lapérouse, il n’était pas évident de renouer avec le ton caustique et satirique du premier ouvrage. Cette suite est cependant saluée par la critique. Edwige Audibert, pour France Info (offre globale), écrit que « le pari est tenu » et que « le sexagénaire assagi, qui n’a pourtant rien perdu de sa verve et de son ironie grinçante, y évoque ses derniers déboires amoureux et familiaux dans un tour de piste hilarant.» Pascal Louvrier, dans Causeur, évoque une « suite tout aussi poignante de Mammifères, où le personnage principal s’adapte à sa nouvelle vie de soixantenaire. » Dans Entrevue (magazine), Alice Leroy précise : « Ce n’est pas seulement une suite : c’est une reprise à voix basse, un murmure complice entre un écrivain et ses lecteurs fidèles, une façon de dire que la vie, même bancale, vaut encore d’être racontée. Surtout quand c’est si bien écrit.»  Dans Le Monde des livres, Virginie François  propose cette analyse : « Le roman pourrait passer pour le plaidoyer pro domo d’un vieux mâle aigri. En réalité, cette suite, très réussie, est le chant du cygne d’un inadapté. »  Le personnage y fait face à une « nouvelle donne sociale et une normalité qui lui paraît toujours plus inquiétante. » Selon elle, « l’auteur joue avec les limites et les codes actuels, parmi lesquels l’injonction à la bienveillance, la positivité ou la psychologisation de chaque comportement. » La dimension satirique de Mammifères II est également observée par Nicolas Ungemuth dans Le Figaro magazine : « Tout cela pourrait être parfaitement sinistre, glauque à l’extrême mais Mérot tient la plume ; ce n’est pas Edouard Louis. Son humour noir, son mauvais esprit, sa moquerie permanente font de ces Mammifères II une radioscopie jouissive des misères du monde moderne. » Laurence Biava, quant à elle, relève sur Atlantico  « un don inouï pour le sarcasme ». D’une manière générale, la critique retrouve ce qui caractérisait le premier Mammifères. Sur Europe 1, Nicolas Carreau remarque : « On rit beaucoup mais tout doucement la profondeur apparaît... Ceux qui aiment Houellebecq ou John Fante s'y retrouveront très bien.»  Dans Le Figaro littéraire, Thierry Clermont parle d’un « parcours aussi drolatique que picaresque ». Il évoque une « galerie de portraits » et écrit que Pierre Mérot « n’est jamais aussi bon que quand il parle des autres, avec cet art de dire légèrement des choses graves et universelles. » Pour Éric Naulleau, dans le numéro d'avril 2025 de Transfuge (revue), l’oncle, ce « branleur magnifique », « continue d’observer le désastre au ralenti avec quoi se confond son existence, chaque péripétie devenant prétexte à une irrésistible épopée miniature. » Bien que plus narratif que le premier Mammifères, « le récit part en tous sens, pioche dans Wikipédia, pratique l’autocitation, etc. Et peu importe, puisque dans ce jardin à l’anglaise, chaque fleur est digne d’admiration. » Dans Le Soir, Pierre Maury pense que « Mammifères II est un livre qui pousse à la réflexion » et « ressemble à une très grande maison où l’on se perd dans les couloirs, où certaines portes restent fermées tandis que d’autres ouvrent sur des perspectives inattendues. » Outre la sombre drôlerie du roman et sa construction « à sauts et à gambades » chère à Montaigne, plusieurs critiques saluent le style de l’auteur. « Le style de Mérot, drôle et désespéré, n’est jamais aussi brillant que lorsque rien ne va pour son alter ego », écrit Baptiste Liger dans Lire (revue). Dans le numéro d'avril 2025 de la revue Art Press, Étienne Ruhaud évoque ainsi la prose de l’auteur : « Rythmée, parfois célinienne, mêlant argot, expressions populaires et images poétiques, la langue de Pierre Mérot accompagne admirablement les errements hyperréalistes de l’Oncle. » Pour résumer, rapprochant l’art de Pierre Mérot et celui de Simon Liberati, Alexis Brocas emploie cette formule dans La Tribune (France, 1985) :  « deux grands stylistes perdus dans l’époque », persistant « à offrir des romans à l’élégance décadente. » Au printemps 2025, Mammifères II figure dans les sélections du Prix Françoise-Sagan et du Prix Alexandre-Vialatte.

## Œuvres
- Pays-sœur, La Différence, 1987
- Crucifiction, La Différence, 1991
- Petit Camp, Parc, 2001
- Mammifères, Flammarion, 2003  (J'ai lu, 2005) (Rivages poche, 2025) – prix de Flore
- Réédition de Petit Camp suivi de Crucifiction, Flammarion, 2004
- L'Irréaliste, Flammarion, 2005
- Arkansas, Robert Laffont, 2008  (Pocket, 2010) (Rivages poche, 2017)
- Kennedy Junior, Robert Laffont, 2010
- Toute la noirceur du monde, Flammarion, 2013 - prix Mottart de l'Académie française
- Réveillon, Rivages (Payot-Rivages), 2017
- Pars, oublie et sois heureuse, Albin Michel, 2022[25]
- Mammifères II, Rivages, 2025[26]